# Premio Nacional de Fotografía
El Premio Nacional de Fotografía es otorgado por el Ministerio de Cultura de España. Supone el reconocimiento de la obra de un fotógrafo español que con su creación artística contribuye «al enriquecimiento del patrimonio cultural de España».
Está dotado con 30.000 euros y fue creado en 1994. Hasta entonces, el reconocimiento a los artistas de la fotografía había estado incluido en el Premio Nacional de Artes Plásticas, que en diversas ediciones ya había premiado a fotógrafos, como Francesc Catalá Roca en 1983 y Agustí Centelles en 1984.

## Premiados
- 1994: Gabriel Cualladó[3][4]
- 1995: Javier Vallhonrat[3][5]
- 1996: Cristina García Rodero[3][6]
- 1997: Humberto Luis Rivas Ribeiro[3][7]
- 1998: Joan Fontcuberta[3][8]
- 1999: Alberto García-Alix[3][9]
- 2000: Chema Madoz[3][10]
- 2001: Toni Catany[3][11]
- 2002: Joan Colom[3][12]
- 2003: Carlos Pérez Siquier[3][13]
- 2004: Ramón Masats[3][14]
- 2005: Ouka Leele (Bárbara Allende)[3][15]
- 2006: Pablo Pérez-Mínguez[3][16]
- 2007: Manuel Vilariño[3][17]
- 2008: María Bleda y José María Rosa[3][18]
- 2009: Gervasio Sánchez[3][19]
- 2010: José Manuel Ballester[20][21]
- 2011: Rafael Sanz Lobato[3][22]
- 2012: Eugeni Forcano[3]
- 2013: Alberto Schommer[23]
- 2014: Colita (Isabel Steva). Renuncia al premio[24]
- 2015: Juan Manuel Castro Prieto[25]
- 2016: Isabel Muñoz[26]
- 2017: Cristina de Middel[27]
- 2018: Leopoldo Pomés[28][29]
- 2019: Montserrat Soto[30]
- 2020: Ana Teresa Ortega[31]
- 2021: Pilar Aymerich[32]
- 2022: Cristóbal Hara[33]
- 2023: Laia Abril[34]